# حيادي الجمع
يعرف حيادي الجمع في الرياضيات على أنه أي مجموعة مزودة بعملية الجمع على أنه العنصر من المجموعة الذي إذا أضيف (جُمع) إلى أي عنصر آخر x من المجموعة تكون النتيجة هي ذات العنصر x.
من أشهر حيادي الجمع هو العدد صفر 0 من الرياضيات الابتدائية، ولكن لا يقتصر حيادي الجمع على الأعداد بل يصادف أيضاً في التراكيب الرياضية الأخرى مثل المجموعات والحلقات والمصفوفات.

## في المجموعات
- في أي مجموعة يكون حيادي الجمع هو العنصر الحيادي للمجموعة ويرمز له عادة بالعدد 0.